# William Henry (sportiv)
William Henry (n. 28 iunie 1859, Greater London, Anglia, Regatul Unit al Marii Britanii și Irlandei – d. 20 martie 1928, Metropolitan Borough of St Pancras⁠(d), Anglia, Regatul Unit) a fost un înotător britanic, medaliat olimpic. A participat la o ediție a Jocurilor Olimpice (1906) în care a câștigat o medalie de bronz.

## Participări
Lista de mai jos prezintă principalele competiții la care a participat William Henry de-a lungul carierei.
- Jocurile Intercalate din 1906